# Якушкин, Вячеслав Евгеньевич
Вячеслав Евгеньевич Яку́шкин (4 [16] октября 1856; Москва — 2 [15] декабря 1912; Москва) — русский историк, публицист и общественный деятель. Исследователь русской истории и истории русской литературы.

## Учёба и преподавание
Родился в Москве 4 (16) октября 1856 года. Провёл детство в Ярославле, где работал его отец — этнограф, юрист и библиограф Евгений Иванович, сын декабриста Ивана Дмитриевича. Мать Елена Густавовна, урождённая Кнорринг (?—1873), происходившая из шведского дворянского рода, рано осталась сиротой.
Учился в Ярославской гимназии и на историко-филологическом факультете Московского университета, где в 1879 году окончил курс кандидатом и был оставлен при университете.
В 1890 году получил степень магистра русской истории за диссертацию «Очерки по истории русской поземельной политики в XVIII и XIX вв.». До 1899 года состоял приват-доцентом по русской истории, читая необязательные курсы по разнообразным вопросам: истории русского просвещения, истории русских университетов, истории русской журналистики, истории внешней политики в XVIII и XIX веках, древней русской летописи и пр.

## Литературная деятельность
Литературная деятельность Якушкина началась в 1879 году; статьи его печатались в «Вестнике Европы», «Критическом обозрении», «Русской старине», в «Чтениях Общества истории и древностей российских», а также в газетах «Русские ведомости», «Северный край», «Курская газета». Одно время Якушкин принимал близкое участие в «Русских ведомостях», но в 1899 году вышел из состава редакции и с тех пор состоял только очень деятельным сотрудником газеты. Кроме фельетонов исторического (в частности — о декабристах) и историко-литературного содержания (часто под псевдонимом В. Веденеев, статьи о Радищеве, Рылееве, Вяземском, Гоголе, Белинском и др.), он писал в газете по вопросам народного просвещения и по земскому делу.
Участвовал в редактировании сочинений профессора Н. С. Тихонравова и собрания статей С. В. Ешевского по русской истории. В 1903 году Якушкин редактировал издание «Горе от ума» по подлинной рукописи Грибоедова, поступившей в Исторический музей. Редактировал газету «Народное дело».
Кроме диссертации, Якушкин отдельно напечатал сборник статей «О Пушкине» (М., 1899) и «Радищев и Пушкин» (М., 1887). Якушкин посвятил особенно много труда изучению Пушкина. Его описание рукописей Пушкина («Русская старина», 1884, № 2—12) имеет важное значение в истории Пушкинского текста. В 1887 году он редактировал предпринятые Обществом любителей российской словесности издания «Евгения Онегина», «Бориса Годунова» и «Полтавы». Академия наук, после смерти Л. Н. Майкова, поручила Якушкину академическое издание сочинений Пушкина. За реферат об общественных взглядах Пушкина, прочитанный в заседании Общества любителей русской словесности во время Пушкинских торжеств 1899 года, по распоряжению министра внутренних дел Д. С. Сипягина был выслан в Ярославль.

## Политическая деятельность
С 1889 года Якушкин принимал деятельное участие в земской деятельности в качестве гласного курского губернского земства. Участник земских съездов 1904—1905 годов. По историко-политическим и литературным взглядам принадлежал к либеральной интеллигенции; был членом «Союза освобождения», одним из создателей кадетской партии, членом её ЦК, депутатом 1-й Государственной думы (1906). В 1907 году был приговорён к 3 месяцам тюрьмы за участие в составлении Выборгского воззвания, находился в Таганской тюрьме.
Умер в Москве 2 (15) декабря 1912 года. Похоронен на Донском кладбище.

## Сочинения
- Рукописи хранящиеся в Румянцевском музее // Русская старина. — 1884. — т. XLII. — С. 331—332.
- Рукописи А. С. Пушкина, хранящиеся в Румянцевском музее в Москве, ныне в Гос. Музее А. С. Пушкина : «Русская старина» / В. Е. Якушкин. — [Б. м. : б. и.], 1884.
- Матвей Иванович Муравьёв-Апостол // Русская старина. — 1886. — № 4. — С. 151—170.
- Радищев и Пушкин. — Москва : Имп. О-во истории и древностей российских при Моск. ун-те, 1886. — 58 с.
- Очерки по истории русской поземельной политики в XVIII и XIX в. Вып. 1. XVIII век.  — М.: тип. А. И. Мамонтова и К°, 1890. — 150 с.
- О Пушкине : Статьи и заметки. — Москва : М. и С. Сабашниковы, 1899. — [4], 176, [1] с.
- Радищев, Александр Николаевич // Энциклопедический словарь Брокгауза и Ефрона : в 86 т. (82 т. и 4 доп.). — СПб., 1890—1907.
- Из первых лет жизни Московского университета. — 24 с.
- Сперанский и Аракчеев.  — СПб.: Львович; Тип. Альтшулера, 1905. — 62 с.
  - Сперанский и Аракчеев. — Москва : Издание Т-ва «Родная речь», 1916. — 49 с. — (Родная речь; № 56).
- * Русская печать и цензура в прошлом и настоящем / Статьи Вл. Розенберга и В. Якушкина. — М.: М. и С. Сабашниковы, 1905. — 250 с.;[3]
- Государственная дума / Якушкин. — Ростов-на-Дону : Н. Парамонов : Донская речь, 1905. — 23 с.
- В Государственной думе о земле. — Москва : Народное право, 1906. — 24 с.
- Государственная власть и проекты государственной реформы в России . — СПб.: издание Г. Ф. Львовича, 1906. — [4], 160 с.
  - Изд. 2-е. — Москва : ЛЕНАНД, cop. 2015. — 161, [1] с. — (Из наследия мировой политологии) (Академия фундаментальных исследований (АФИ): история). — ISBN 978-5-9710-2071-4.
- Декабристы, кто они были и чего они хотели. — СПб.: Народное право, 1906. — 41 с.
  - Москва : О-во полит. просвещения армии и широких слоев населения, 1917 (т-во скоропеч. А.А. Левенсон). — 24 с.
- Чаадаев // Русские ведомости. — 1906. — № 100.
- Крестьянская реформа 1861 года и русское общество. — Москва : Е. В. Кожевникова и Е. А. Коломийцева, 1906. — 28 с. — (Библиотека «Свободная Россия» / Под общ. ред. С. П. Мельгунова и П. М. Шестакова; № 17).
- Гений русского военного искусства — А. В. Суворов / В. Е. Якушкин. — Посмерт. изд. под наблюдением К. В. Сивкова. — Москва : Задруга, 1915. — 96 с.
- Балканские войны и их результаты / В. Якушкин. — 2-е изд. — Москва : Т-во И. Н. Кушнерев и К°, 1917. — 25 с. : карт. — (Война и культура/ Историч. комис. О.Р.Т.З.; 34).

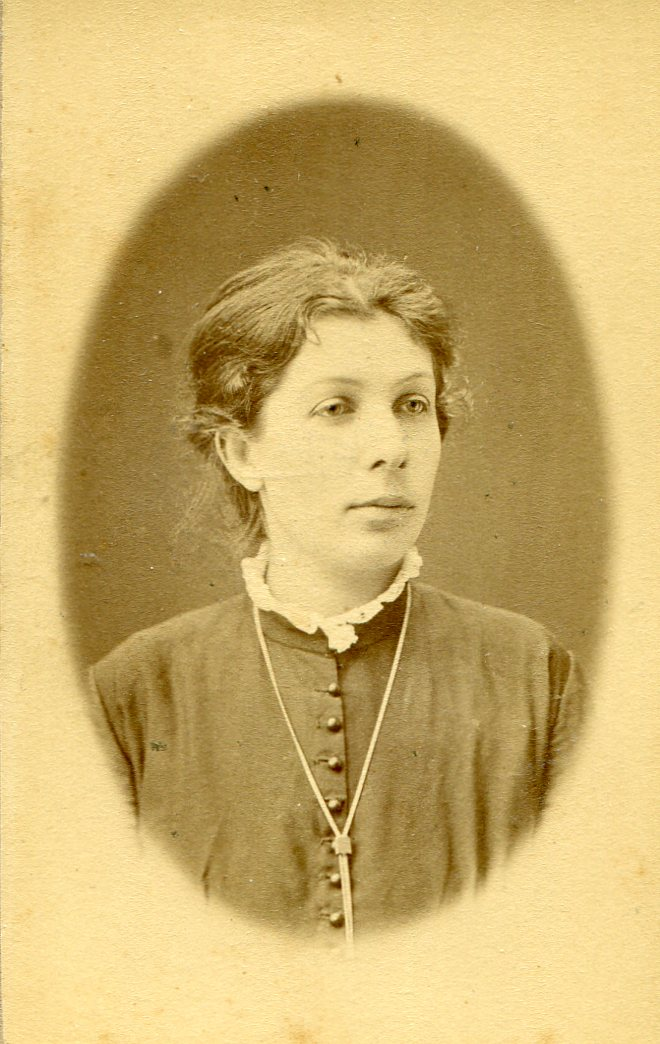
Ольга Николаевна Якушкина, урожд. Рутцен

## Семья
Жена — Ольга Николаевна Рутцен (?—1929), дочь Н. К. Рутцена и сестра А. Н. Рутцена. Их дети:
- Николай (1882—1945) — женат на Татьяне ур. Сахаровой, дочери адвоката И. Н. Сахарова
- Елена (1883—1943) — замужем за Иваном Бонч-Осмоловским, сыном А. О. Бонч-Осмоловского.
- Иван (1885—1960) — женат на Марии Фёдоровне ур. Татариновой, дочери земца Ф. В. Татаринова
- Ольга (1891—1983), селекционер, ученица Н. И. Вавилова[5].